# Nicolae Golescu

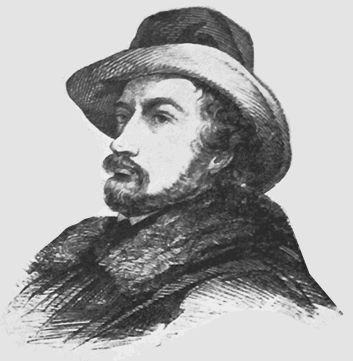
Nicolae Constantin Golescu

Nicolae Constantin Golescu (Câmplulung (District Argeș), 1810 – Boekarest, 10 december 1877) was een Roemeens politicus.

## Achtergrond en opleiding
Nicolae Golescu werd geboren in Câmpulung, Walachije en was afkomstig uit de bojarenfamilie Golescu. Zijn vader was Dinicu Golescu. Samen met zijn andere drie broers volgende hij onderwijs in Zwitserland. Nicolae en zijn broer Ștefan keerden in 1830 naar Walachije terug en diende in het leger. In 1834 bereikte hij de rang van majoor.
In hetzelfde jaar werden Nicolae en Ștefan Golescu lid van de Societatea Filarmonică, een geheim politiek genootschap vergelijkbaar met een vrijmetselaarsorde.

## Vroege carrière
Nicolae Golescu was als aanklager werkzaam tijdens de zaak tegen de deelnemers aan het complot van Mitică Filipescu (1840). Hierna werd hij minister van Binnenlandse Zaken van Walachije. Walachije was in die tijd een protectoraat van Rusland, terwijl het officieel nog steeds deel uitmaakte van het Osmaanse Rijk. In 1842 probeerde hij tsaar Nicolaas I te zijn kandidatuur tot vorst van Walachije te steunen, maar slaagde hier niet in. Gheorghe Dimitrie Bibescu werd tot vorst van Walachije gekozen en Glescu bleef minister van Binnenlandse Zaken tot 1847. In de tussentijd was hij betrokken bij allerlei (illegale) geheime en revolutionaire genootschappen.

## Rol tijdens de Walachijse Revolutie
Golescu sloot zich aan bij de radicale liberalen en hij steunde de op 11 juni 1848 begonnen Walachijse Revolutie. Doel van de revolutie was de omverwerping van het Osmaanse gezag en de onafhankelijkheid van Walachije. Een revolutionair comité werd gevormd waarvan o.a. Nicolae en zijn broer Ștefan Golescu (en de neef van de twee broers, Alexandru G. Golescu), Prins Ion Ghica, Niclae Bălcescu en Ion Heliade Rădulescu lid van waren. Nicolae Golescu werd minister van Binnenlandse Zaken in de voorlopige regering onder Metropoliet Neofit II. Toen het nieuwe revolutionaire bewind bedreigd werd door een conservatief complot (19 juni), trachtten Ana Ipătescu en Nicolae Golescu de volksmassa te bewegen de revolutionaire regering te verdedigen.

## Premier
Op 25 juli 1848 werd het gezag van het Osmaanse Rijk hersteld en Golescu ging in ballingschap. In 1849 werd Barbu Dimtrie Știrbei vorst van Walachije voor de termijn van zeven jaar. In 1856 stemden Walachije en Moldavië vóór de vereniging van de twee staten tot Verenigde Donauvorstendommen (de voorloper van het moderne Roemenië) met Alexander Johan Cuza als domnitor (vorst). In de jaren 50 van de 19de eeuw keerde Golescu naar Roemenië terug en steunde aanvankelijk domnitor Alexander Johan Cuza. Van 9 juni tot 25 juli 1860 was hij premier van Walachije. In 1866 sloot hij zich aan bij het monsterverbond van liberalen en conservatieven die op 23 februari 1866 een einde maakte aan het bewind van de prins.
De tijd tussen de afzetting van vorst Cuza en de verkiezing van vorst Karl van Hohenzollern-Sigmaringen tot domnitor van de Verenigde Donauvorstendommen (23 februari - 22 mei 1866) was Golescu lid van de Prinselijke Raad, de regentschapsraad.
Van 12 mei tot juli 1868 was Golescu als opvolger van zijn broer (Ștefan Golescu) premier en minister van Buitenlandse Zaken. Nadien sloot Golescu zich aan bij de Nationaal-Liberale Partij (PNL, opgericht in 1875).

## Verwijzing
1. ↑  Later ook van de Frăția Broederschap